# Théodore Chassériau

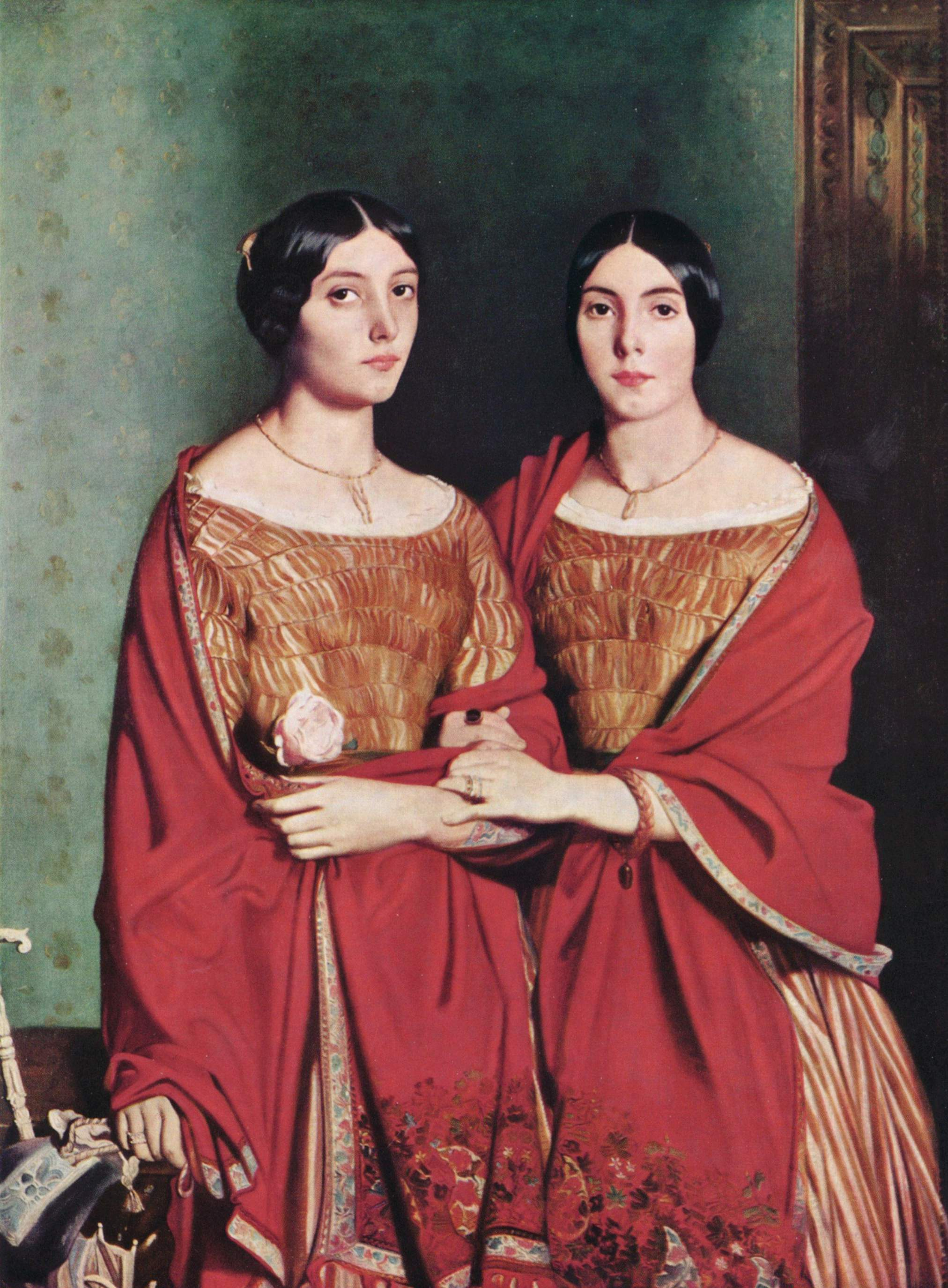
De twee zussen

Théodore Chassériau (Samaná in de huidige Dominicaanse Republiek, 20 september 1819 – Parijs, 8 oktober 1856) was een Franse kunstschilder uit de Romantiek. Hij is vooral bekend van zijn portretten en historische, religieuze en oriëntalistische schilderijen. 
Chassériau was een leerling van Jean Auguste Dominique Ingres, en werd later beïnvloed door Eugène Delacroix. De schilderstijl van Chassériau neemt dan ook een tussenpositie in tussen de neoclassicistische stijl van Ingres enerzijds en de romantische van Delacroix anderzijds. Leerling van hem was Gustave Moreau.
- Bibliothèque nationale de France: cb126479950 (data)
- CiNii: DA09013952
- Gemeinsame Normdatei: 118669125
- International Standard Name Identifier: 0000 0000 8094 1556
- Library of Congress Control Number: n80051057
- Base Léonore: LH//500/62
- MusicBrainz: fbe9a9cd-f668-44de-9fed-24e387bc1551
- Bibliotheek van het Japanse parlement: 00435792
- Nationale Bibliotheek van Tsjechië: ola2002150747
- Nationale Bibliotheek van Israël: 987007439750005171
- Nationale Bibliotheek van Polen: a0000001747486
- Nederlandse Thesaurus van Auteursnamen: 06867726X
- RKD-Nederlands Instituut voor Kunstgeschiedenis: 16496
- SNAC: w6qr5hqf
- Système universitaire de documentation: 050551558
- Trove: 801008
- Union List of Artist Names: 500115358
- Virtual International Authority File: 14893335
- WorldCat: E39PBJf4cfVBmtxjChGb4WvmBP